# Albert Schwartz
Albert Schwartz (Chicago, Estados Unidos, 21 de diciembre de 1907-Los Ángeles, 7 de diciembre de 1986) fue un nadador estadounidense especializado en pruebas de estilo libre corta distancia, donde consiguió ser medallista de bronce olímpico en 1932 en los 100 metros.

## Carrera deportiva
En los Juegos Olímpicos de Los Ángeles 1932 ganó la medalla de bronce en los 100 metros estilo libre, con un tiempo de 58.8 segundos, tras los nadadores japoneses Yasuji Miyazaki (oro con 58.2 segundos) y Tatsugo Kawaishi (plata con 58.6 segundos).